# Atikamekw d'Opitciwan
Les Atikamekw d'Opitciwan sont une Première Nation Atikamekw du Québec au Nitaskinan. En 2016, ils avaient une population inscrite totale de 2 937 membres. Ils vivent principalement sur une réserve, Obedjiwan 28, en Mauricie.
Écoles Niska et Mikisiw

## Démographie
Les membres de la Première Nation d'Opitciwan sont des Atikamekw. En octobre 2016, la bande avaient une population inscrite totale de 2 937 membres dont 529 vivaient hors réserve.

## Géographie
Les Atikamekw d'Opitciwan vivent principalement sur une réserve, Obedjiwan 28, la seule que la Première Nation possède. Elle a une superficie de 935 hectares et est située à 193 km à l'ouest de Roberval. La ville importante la plus près est La Tuque.

## Gouvernement
La Première Nation est gouvernée par le conseil des Atikamekw d'Opitciwan qui est élu selon un système électoral selon la coutume basée sur la section 11 de la Loi sur les indiens. Pour le mandat de 2015 à 2019, ce conseil est composé du chef Christian Awashish et de six conseillers,. Il a été créé vers 1930. Il est rattaché au Conseil de la Nation Atikamekw qui représente toute la nation atikamekw et est basé à La Tuque.
| Nom                 | Année(s)                                |
| ------------------- | --------------------------------------- |
| Paul Mequesh (père) | élu les années 1933, 1941, 1952 et 1960 |
| ...                 | ...                                     |
| Paul Meguish (fils) | 1980-1984                               |
| Lucien Jean-Pierre  | 1984-1986                               |
| Paul Meguish (fils) | 1987-1991                               |
| Hubert Clary        | 1991-1996                               |
| Simon Awashish      | 1993-1997                               |
| Paul Meguish (fils) | 1997-1999                               |
| Simon Awashish      | 1999-2001                               |
| Paul Meguish (fils) | 2001-2002                               |
| Simon Awashish      | 2002-2006                               |
| Jean-Pierre Mattawa | 2006-2007                               |
| Paul Meguish (fils) | 2007-2008                               |
| ...                 | ...                                     |
| Christian Awashish  | 2011-2019                               |
| Jean-Claude Mequish | 2019 à aujourd’hui                      |